# Premier League de Belice 2017-18
La Premier League de Belice 2017-18 fue la edición número siete de la Liga Premier de Belice, la temporada completa consta de dos campeonatos divididos y a la vez individuales los cuales otorgan títulos de manera separada; en la primera mitad de la temporada se jugará el Torneo apertura y en la otra mitad el Torneo clausura. Al final de la temporada se calculará una tabla acumulada donde el equipo con el mayor puntaje que haya salido campeón del Apertura y/o del Clausura se clasificará para la Liga Concacaf 2018.

## Equipos participantes

### Cambios en los equipos
El campeonato se redujo a 8 equipos producto de la desafiliación de Orange Walk y FC Belize, además de la adición de San Pedro Pirates a la competición.
| Pos. | Equipo               | Ciudad           | Distrito    | Estadio                  | Capacidad |
| ---- | -------------------- | ---------------- | ----------- | ------------------------ | --------- |
| 1    | Police United        | San Ignacio      | Cayo        | Norman Broaster Stadium  | 2000      |
| 2    | Belmopan Bandits     | Belmopán         | Cayo        | Isidoro Beaton Stadium   | 2500      |
| 3    | Placencia Assassins  | Independence     | Stann Creek | Michael Ashcroft Stadium | 2000      |
| 4    | Belize Defence Force | Ciudad de Belice | Belice      | MCC Grounds              | 2000      |
| 5    | Hankook Verdes       | San Ignacio      | Cayo        | Norman Broaster Stadium  | 2000      |
| 6    | Wagiya FC            | Dangriga         | Stann Creek | Carl Ramos Stadium       | 3500      |
| 7    | San Pedro Pirates    | San Pedro        | Belice      | Ambergris Stadium        | 2000      |
| 8    | Freedom Fighters     | Punta Gorda      | Toledo      | Toledo Union Field       | 1500      |

## Torneo Apertura

### Fase de clasificación
|  | Pos. | Equipos              | PJ | PG | PE | PP | GF | GC | Dif. | PTS | Clasificación |
|  | ---- | -------------------- | -- | -- | -- | -- | -- | -- | ---- | --- | ------------- |
|  | 1º   | Belmopan Bandits     | 14 | 11 | 2  | 1  | 38 | 12 | +26  | 35  | Semifinales   |
|  | 2º   | Verdes               | 14 | 9  | 3  | 2  | 26 | 11 | +15  | 30  | Semifinales   |
|  | 3º   | Belize Defence Force | 14 | 6  | 3  | 5  | 23 | 16 | +7   | 21  | Semifinales   |
|  | 4º   | San Pedro Pirates    | 14 | 6  | 2  | 6  | 26 | 21 | +5   | 20  | Semifinales   |
|  | 5º   | Police United        | 14 | 6  | 2  | 6  | 27 | 25 | +2   | 20  |               |
|  | 6°   | Placencia Assassins  | 14 | 4  | 4  | 6  | 22 | 27 | -5   | 16  |               |
|  | 7º   | Wagiya FC            | 14 | 3  | 2  | 9  | 26 | 46 | -20  | 11  |               |
|  | 8°   | Freedom Fighters     | 14 | 2  | 0  | 12 | 16 | 46 | -30  | 6   |               |
|  |      |                      |    |    |    |    |    |    |      |     |               |

### Resultados
|                      | BDF | BBA | FRF | PLA | PU  | SPP | VER | WSC |
| -------------------- | --- | --- | --- | --- | --- | --- | --- | --- |
| Belize Defence Force |     | 1-0 | 7-0 | 2-1 | 1-1 | 1-0 | 0-2 | 2-0 |
| Belmopan Bandits     | 2-1 |     | 7-0 | 3-1 | 3-2 | 2-0 | 1-0 | 7-2 |
| Freedom Fighters     | 0-3 | 0-2 |     | 3-0 | 1-2 | 3-4 | 1-4 | 1-3 |
| Placencia Assassins  | 3-1 | 1-1 | 2-1 |     | 1-0 | 1-1 | 1-5 | 6-1 |
| Police United        | 2-1 | 1-5 | 1-3 | 4-2 |     | 1-2 | 1-0 | 6-3 |
| San Pedro Pirates    | 1-1 | 1-2 | 2-0 | 3-1 | 3-2 |     | 1-2 | 5-0 |
| Verdes               | 3-1 | 1-1 | 3-1 | 0-0 | 0-0 | 1-0 |     | 1-0 |
| Wagiya FC            | 1-1 | 1-2 | 6-2 | 2-2 | 0-4 | 4-3 | 3-4 |     |

### Fase final

#### Semifinales
| Fechas                       | Local en la ida      | Global | Local en la vuelta | Ida   | Vuelta |
| ---------------------------- | -------------------- | ------ | ------------------ | ----- | ------ |
| 18 y 25 de noviembre de 2017 | Belize Defence Force | 3 - 9  | Verdes             | 1 - 7 | 2 - 2  |
| 19 y 26 de noviembre de 2017 | San Pedro Pirates    | 1 - 9  | Belmopan Bandits   | 0 - 6 | 1 - 3  |

#### Final
| Fechas                     | Local en la ida | Global | Local en la vuelta | Ida   | Vuelta |
| -------------------------- | --------------- | ------ | ------------------ | ----- | ------ |
| 3 y 9 de diciembre de 2017 | Verdes          | *2 - 2 | Belmopan Bandits   | 1 - 0 | 1 - 2  |

| Campeón - Apertura 2017 |
| Verdes 2.° título       |

## Torneo Clausura

### Fase de clasificación
|  | Pos. | Equipos              | PJ | PG | PE | PP | GF | GC | Dif. | PTS | Clasificación |
|  | ---- | -------------------- | -- | -- | -- | -- | -- | -- | ---- | --- | ------------- |
|  | 1º   | Belmopan Bandits     | 14 | 9  | 4  | 1  | 33 | 19 | +14  | 31  | Semifinales   |
|  | 2º   | Verdes               | 14 | 9  | 2  | 3  | 32 | 14 | +18  | 29  | Semifinales   |
|  | 3º   | Belize Defence Force | 14 | 6  | 2  | 6  | 26 | 18 | +8   | 20  | Semifinales   |
|  | 4º   | Police United        | 14 | 6  | 2  | 6  | 26 | 28 | -2   | 20  | Semifinales   |
|  | 5º   | Freedom Fighters     | 14 | 5  | 1  | 8  | 25 | 31 | -6   | 16  |               |
|  | 6°   | San Pedro Pirates    | 14 | 5  | 0  | 8  | 21 | 28 | -7   | 15  |               |
|  | 7º   | Wagiya FC            | 14 | 4  | 2  | 7  | 17 | 28 | -11  | 14  |               |
|  | 8°   | Placencia Assassins  | 14 | 2  | 5  | 7  | 15 | 29 | -14  | 11  |               |
|  |      |                      |    |    |    |    |    |    |      |     |               |

### Resultados
|                      | BDF | BBA | FRF | PLA | PU  | SPP | VER | WSC |
| -------------------- | --- | --- | --- | --- | --- | --- | --- | --- |
| Belize Defence Force |     | 2-2 | 2-3 | 3-0 | 3-2 | 4-0 | 1-3 | 2-0 |
| Belmopan Bandits     | 2-1 |     | 4-2 | 3-1 | 2-1 | 3-1 | 1-1 | 1-2 |
| Freedom Fighters     | 0-3 | 2-4 |     | 0-0 | 2-1 | 2-1 | 0-3 | 6-0 |
| Placencia Assassins  | 1-1 | 2-2 | 3-2 |     | 2-3 | 1-0 | 0-2 | 1-4 |
| Police United        | 1-0 | 0-2 | 2-1 | 3-3 |     | 3-1 | 2-1 | 1-1 |
| San Pedro Pirates    | 2-1 | 3-4 | 4-1 | 3-0 | 1-6 |     | 0-1 | 3-1 |
| Verdes               | 2-1 | 1-1 | 1-2 | 2-0 | 7-1 | 1-2 |     | 3-2 |
| Wagiya FC            | 0-2 | 0-2 | 3-2 | 1-1 | 2-0 |     | 1-4 |     |

### Fase final

#### Semifinales
| Fechas                           | Local en la ida      | Global | Local en la vuelta | Ida   | Vuelta |
| -------------------------------- | -------------------- | ------ | ------------------ | ----- | ------ |
| 21 y 28 de abril de 2018         | Police United        | 3 - 3* | Belmopan Bandits   | 2 - 2 | 1 - 1  |
| 22 de abril y 16 de mayo de 2018 | Belize Defence Force | 2 - 0  | Verdes             | 2 - 0 | 0 - 0  |

#### Final
| Fechas                            | Local en la ida      | Global | Local en la vuelta | Ida   | Vuelta |
| --------------------------------- | -------------------- | ------ | ------------------ | ----- | ------ |
| 21 de abril y 28 de abril de 2018 | Belize Defence Force | 4 - 8  | Belmopan Bandits   | 1 - 3 | 3 - 5  |

| Campeón - Clausura 2018     |
| Belmopan Bandits 8.° título |

## Tabla acumulada
|  | Pos. | Equipos              | PJ | PG | PE | PP | GF | GC | Dif. | PTS | Clasificación      |
|  | ---- | -------------------- | -- | -- | -- | -- | -- | -- | ---- | --- | ------------------ |
|  | 1º   | Belmopan Bandits     | 28 | 20 | 6  | 2  | 71 | 31 | +40  | 66  | Liga Concacaf 2018 |
|  | 2º   | Verdes               | 28 | 18 | 5  | 5  | 58 | 25 | +33  | 59  |                    |
|  | 3º   | Belize Defence Force | 28 | 12 | 5  | 11 | 49 | 36 | +13  | 41  |                    |
|  | 4º   | Police United        | 28 | 12 | 4  | 12 | 43 | 53 | -10  | 40  |                    |
|  | 5º   | San Pedro Pirates    | 27 | 11 | 2  | 14 | 47 | 49 | -2   | 35  |                    |
|  | 6°   | Placencia Assassins  | 28 | 6  | 9  | 13 | 37 | 56 | -19  | 27  |                    |
|  | 7º   | Wagiya FC            | 27 | 7  | 4  | 16 | 43 | 74 | -31  | 25  |                    |
|  | 8°   | Freedom Fighters     | 28 | 7  | 1  | 20 | 31 | 77 | -46  | 22  |                    |
|  |      |                      |    |    |    |    |    |    |      |     |                    |

- Datos: Q39057836